# Theta Muscae
Désignations
Theta Muscae (θ Muscae / θ Mus) est une étoile multiple de la constellation australe de la Mouche, faiblement visible à l’œil nu comme une étoile de magnitude apparente 5,5. Il s'agit de la seconde étoile Wolf-Rayet la plus brillante du ciel, derrière Gamma2 Velorum ; bien que son spectre soit dominé par la composante Wolf-Rayet, la plus grande partie de sa luminosité est en réalité fournie par ses compagnons massifs.
Sa désignation de Bayer de θ Muscae a été attribuée par l'astronome français Nicolas-Louis de Lacaille alors qu'il cataloguait les constellations australes, en 1756.

## Double optique
Avec un petit télescope, θ Muscae apparaît comme une étoile double, avec une étoile de teinte bleutée plus brillante, désignée θ Muscae A, et un compagnon plus faible de magnitude 7,55, désigné θ Muscae B. En date de 2016, il est situé à une distance angulaire de 5,5 secondes d'arc et à un angle de position de 189° de θ Muscae A.

### θ Muscae A
θ Muscae A est un système d'étoiles triple lointain, toutes trois massives. Il comprend une première binaire spectroscopique composée d'une étoile Wolf-Rayet de type spectral WC5/6 et d'une étoile bleue de la séquence principale de type spectral O6 ou O7V, qui orbitent l'une autour de l'autre en environ 19 jours. Une étoile Wolf-Rayet est un type d'étoile bleutée très lumineuse et chaude qui s'est débarrassée de son enveloppe d'hydrogène et qui émet des éléments plus lourds — dans le cas de θ Muscae, du carbone — par l'intermédiaire d'un puissant vent stellaire. θ Muscae est la seconde étoile Wolf-Rayet la plus brillante du ciel, après γ2 Velorum dans les Voiles. Sa distance a été estimée être d'environ 2 270 pc (∼7 400 al) de la Terre, tandis que dans la seconde data release du satellite Gaia, elle présente une parallaxe annuelle de 0.3595 ± 0.0982 mas, ce qui indiquerait une distance d'environ 2 800 pc (∼9 130 al).
La troisième composante du système est une supergéante bleue de type spectral O9.5/B0Iab située à environ 46 mas des deux autres étoiles. En supposant que le système est distant de 2 270 pc, les composantes de la binaire spectroscopique seraient séparées d'environ 0,5 ua, tandis que la supergéante bleue leur serait distante d'environ 100 ua. Bien que l'étoile Wolf-Rayet domine le spectre, sa luminosité visuelle ne vaut qu'un quart environ celle de sa compagne supergéante. Quoi qu'il en soit, les trois étoiles sont très lumineuse, et combinées, elles sont probablement plus d'un million de fois plus lumineuses que le Soleil. Les vent stellaires de l'étoile Wolf-Rayet et de son compagnon spectroscopique sont si puissants qu'ils produisent une onde de choc quand ils se rencontrent, qui émet alors des rayons X.

### θ Muscae B
θ Muscae B semble ne pas faire partie du système. Il s'agit donc d'une double optique, qui apparaît proche de θ Muscae A par coïncidence. C'est une étoile géante de type spectral O9III très lumineuse. Elle est elle-même suspectée d'être une binaire spectroscopique, dont le compagnon serait beaucoup plus faible.

## Nébuleuse
θ Muscae est entourée par une nébuleuse en émission. Il s'agit probablement d'un rémanent de supernova qui n'est pas directement lié au système.